# Mikroregion České středohoří
Mikroregion České středohoří je dobrovolný svazek obcí v okresu Litoměřice, jeho sídlem jsou Žitenice a jeho cílem je podpora regionálního rozvoje. Sdružuje celkem 7 obcí a byl založen v roce 2001.

## Obce sdružené v mikroregionu
- Žitenice
- Ploskovice
- Býčkovice
- Chudoslavice
- Třebušín
- Trnovany
- Staňkovice